# Quecksilberoxid-Zink-Batterie

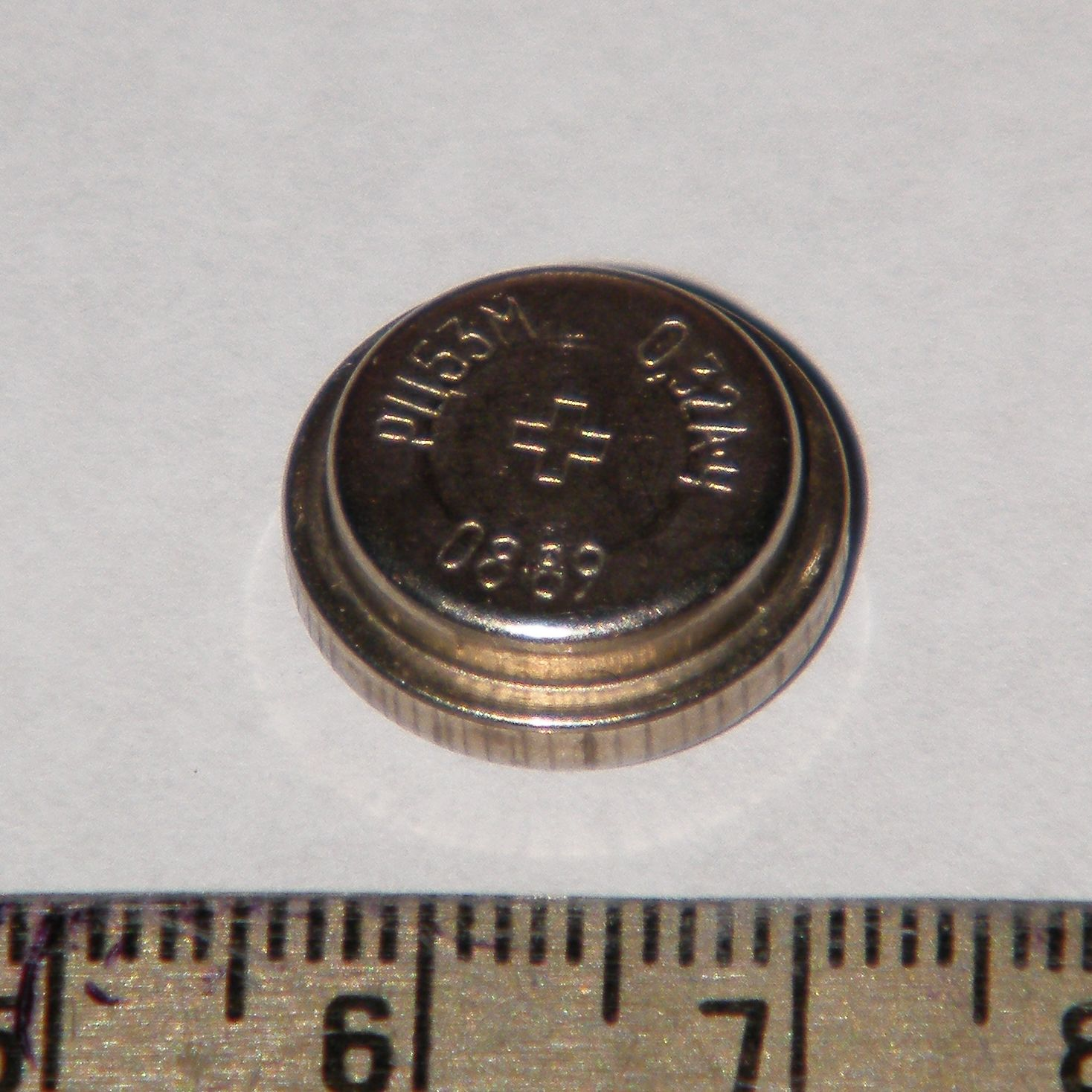
Quecksilberoxid-Zink-Knopfzelle sowjetischer Bauart (1989) mit 0,32 Ah

Aufbau einer Zelle

Die Quecksilberoxid-Zink-Batterie hat eine Anode aus Zinkpulver und eine Kathode aus Quecksilberoxid. Die Elektrolyten bilden eine geleeartige Masse aus Zinkhydroxid.
Eine Quecksilberoxid-Zink-Batterie liefert über ihre gesamte Lebensspanne eine äußerst konstante Spannung von 1,35 Volt. Erst gegen Ende ihres Lebenszyklus bricht die Spannung der Batterie rapide ein. Aus diesem Grund wurde dieser Zellentyp gerne von der Fotoindustrie für den Betrieb von Belichtungsmessern verwendet, da hierfür eine möglichst gleichbleibende Referenzspannung notwendig ist. Verwendet wurde hierfür bevorzugt der Knopfzellen-Typ mit der Bezeichnung PX625.
Beim Betrieb der Batterie laufen vereinfacht folgende Reaktionen ab:
Reduktion: {\displaystyle {\ce {HgO + H_2O + 2 e^- -> Hg + 2 OH^-}}}
Oxidation:  {\displaystyle {\ce {Zn + 2 OH^- -> Zn(OH)_2 + 2 e^-}}}
Die Redoxreaktion kann verkürzt wie folgt beschrieben werden:
{\displaystyle {\ce {Hg^2+ + Zn -> Hg + Zn^2+}}}
Die Gesamtreaktion sieht wie folgt aus:
{\displaystyle {\ce {Zn + HgO + H_2O -> Zn(OH)_2 + Hg}}}
Quecksilberoxid-Zink-Batterien in Knopfzellenform wurden früher viel in kleinen Geräten mit geringem Strombedarf (z. B. Armbanduhren) oder als Hörgerätebatterie eingesetzt. Diese Knopfzellen stellten aber bei nicht fachgerechter Entsorgung ein großes Problem für die Umwelt dar. Sie enthalten, wenn sie verbraucht sind, Quecksilber. Bei Beschädigung der Zelle tritt das Quecksilber aus und verseucht die Umwelt. In Uhren wurden sie durch Silberoxid-Zink-Batterien ersetzt. In Hörgeräten dagegen durch Zink-Luft-Batterien, die eine höhere Energiedichte, aber auch eine höhere Selbstentladung haben.
Durch die Richtlinie 91/157/EWG wurden in der EU ab 1992 Batterien verboten, die mehr als 25 mg Quecksilber enthielten sowie Alkali-Mangan-Batterien, bei denen mehr als 0,025 % der Füllung aus Quecksilber bestand. Im Jahr 1999 wurde das Verbot in der Art ausgeweitet, dass sämtliche Batterien maximal 0,0005 % ihres Füllgewichts an Quecksilber enthalten dürfen. In Deutschland regelte dies bis 2009 die Batterieverordnung, seitdem das Batteriegesetz als Umsetzung der Richtlinie 2006/66/EG. Ein vergleichbares Verbot wurde 1996 in den USA beschlossen mit dem Mercury-Containing and Rechargeable Battery Management Act. Mittlerweile sind Herstellung und Handel von Quecksilberoxid-Zink-Batterien weltweit eingestellt.
Bei empfindlich genauen Geräten wie z. B. Belichtungsmessern in Fotoapparaten gibt es aufgrund der besonderen Eigenschaften dieses speziellen Batterietyps bis heute (Stand 2023) keinen adäquaten Ersatz. Alternative Typen ohne Quecksilber weisen entweder eine abweichende Nennspannung auf, oder halten die Nennspannung nicht konstant über die gesamte Lebensdauer der Batterie. Bei Verwendung dieser Batterien kann es zu Falschmessung oder gar zur Zerstörung des Messgerätes führen. Dieses Problem macht Fotoapparate unbenutzbar, die auf diesen Batterietyp angewiesen sind.